# Rainforest Rugby Sevens 2014
El campeonato Rainforest Rugby Sevens 2014 se jugó en Costa Rica siendo una instancia que determinaría a las selecciones clasificadas para los XXII Juegos Centroamericanos y del Caribe que se llevarían a cabo en la ciudad de Veracruz, México. El torneo involucró a las selecciones de América Central y a las selecciones de la porción caribeña de América del Sur. Se otorgó dos plazas para el campeón y el subcampeón tanto en el torneo masculino como el femenino. Perú fue invitado para este campeonato; sin embargo no disputaba una plaza, por lo que al salir campeón del torneo masculino y subcampeón del torneo femenino se tuvo que otorgar los cupos a las selecciones siguientes de acuerdo al orden de mérito.

## Torneo masculino
| Equipos participantes | Equipos participantes |
| --------------------- | --------------------- |
| Colombia              | Costa Rica            |
| El Salvador           | Guatemala             |
| Nicaragua             | Panamá                |
| Perú                  | Venezuela             |

### Primera fecha
|  | Panamá | 0 - 24 | Nicaragua |  |  |

|  | Venezuela | 34 - 7 | Guatemala |  |  |

|  | Costa Rica | 19 - 10 | El Salvador |  |  |

|  | Colombia | 12 - 15 | Perú |  |  |

### Segunda fecha
|  | Nicaragua | 0 - 36 | Guatemala |  |  |

|  | Panamá | 0 - 47 | Perú |  |  |

|  | Costa Rica | 12 - 21 | Venezuela |  |  |

|  | Colombia | 45 - 0 | El Salvador |  |  |

### Tercera fecha
|  | Nicaragua | 12 - 34 | Venezuela |  |  |

|  | Colombia | 20 - 0 | Panamá |  |  |

|  | El Salvador | 12 - 24 | Guatemala |  |  |

|  | Costa Rica | 0 - 27 | Perú |  |  |

### Cuarta fecha
|  | Nicaragua | 12 - 15 | El Salvador |  |  |

|  | Perú | 19 - 12 | Venezuela |  |  |

|  | Guatemala | 22 - 0 | Panamá |  |  |

|  | Costa Rica | 0 - 38 | Colombia |  |  |

### Quinta fecha
|  | Nicaragua | 0 - 74 | Colombia |  |  |

|  | Venezuela | 48 - 0 | El Salvador |  |  |

|  | Costa Rica | 41 - 0 | Panamá |  |  |

|  | Perú | 40 - 0 | Guatemala |  |  |

### Sexta fecha
|  | Nicaragua | 0 - 35 | Costa Rica |  |  |

|  | Perú | 40 - 0 | El Salvador |  |  |

|  | Guatemala | 0 - 26 | Colombia |  |  |

|  | Venezuela | 42 - 0 | Panamá |  |  |

### Séptima fecha
|  | Perú | 64 - 0 | Nicaragua |  |  |

|  | Costa Rica | 12 - 12 | Guatemala |  |  |

|  | El Salvador | 20 - 7 | Panamá |  |  |

|  | Colombia | 24 - 0 | Venezuela |  |  |

### Posiciones finales
| Posición | Selección   |
| -------- | ----------- |
| 1        | Perú        |
| 2        | Colombia    |
| 3        | Venezuela   |
| 4        | Guatemala   |
| 5        | Costa Rica  |
| 6        | El Salvador |
| 7        | Nicaragua   |
| 8        | Panamá      |

|  | Clasificado a Veracruz 2014 |

## Torneo femenino
| Equipos participantes | Equipos participantes |
| --------------------- | --------------------- |
| Colombia              | Costa Rica            |
| El Salvador           | Nicaragua             |
| Panamá                | Perú                  |
| Venezuela             |                       |

### Primera fecha
|  | Venezuela | 46 - 7 | El Salvador |  |  |

|  | Perú | 43 - 0 | Panamá |  |  |

|  | Nicaragua | 0 - 50 | Costa Rica |  |  |

### Segunda fecha
|  | Venezuela | 17 - 22 | Perú |  |  |

|  | Colombia | 54 - 7 | El Salvador |  |  |

|  | Panamá | 0 - 54 | Costa Rica |  |  |

### Tercera fecha
|  | Venezuela | 54 - 0 | Panamá |  |  |

|  | Perú | 45 - 0 | Nicaragua |  |  |

|  | Colombia | 24 - 0 | Costa Rica |  |  |

### Cuarta fecha
|  | Nicaragua | 20 - 0 | Panamá |  |  |

|  | Costa Rica | 26 - 5 | El Salvador |  |  |

|  | Colombia | 27 - 5 | Perú |  |  |

### Quinta fecha
|  | Nicaragua | 0 - 72 | Venezuela |  |  |

|  | Colombia | 50 - 0 | Panamá |  |  |

|  | El Salvador | 0 - 41 | Perú |  |  |

### Sexta fecha
|  | Costa Rica | 0 - 27 | Venezuela |  |  |

|  | Colombia | 82 - 0 | Nicaragua |  |  |

|  | Panamá | 0 - 20 | El Salvador |  |  |

### Séptima fecha
|  | Costa Rica | 5 - 34 | Perú |  |  |

|  | Colombia | 17 - 0 | Venezuela |  |  |

|  | El Salvador | 19 - 5 | Nicaragua |  |  |

### Posiciones finales
| Posición | Selección   |
| -------- | ----------- |
| 1        | Colombia    |
| 2        | Perú        |
| 3        | Venezuela   |
| 4        | Costa Rica  |
| 5        | El Salvador |
| 6        | Nicaragua   |
| 7        | Panamá      |

|  | Clasificado a Veracruz 2014 |